# 奧奇哈穆里河
41°53′30″N 41°46′58″E / 41.8918°N 41.7828°E
奧奇哈穆里河是格魯吉亞的河流，位於該國西北部，流經阿扎爾自治共和國，處於首都第比利斯以西250公里，河道全長21公里，流域面積65平方公里。